# Леневка (приток Вятки)
Леневка — река в России, протекает в Омутнинском районе Кировской области. Устье реки находится в 1170 км по правому берегу реки Вятки. Длина реки составляет 15 км.
Исток реки в лесном массиве в 11 км к юго-востоку от села Лесные Поляны. Река течёт на северо-запад, верхнее течение проходит по ненаселённому лесу, в нижнем течении рядом с рекой стоит деревня Малофеевка (Леснополянское сельское поселение). Впадает в Вятку в 5 км к западу от села Лесные Поляны.

## Данные водного реестра
По данным государственного водного реестра России относится к Камскому бассейновому округу, водохозяйственный участок реки — Вятка от истока до города Киров, без реки Чепца, речной подбассейн реки — Вятка. Речной бассейн реки — Кама.
По данным геоинформационной системы водохозяйственного районирования территории РФ, подготовленной Федеральным агентством водных ресурсов:
- Код водного объекта в государственном водном реестре — 10010300212111100030092
- Код по гидрологической изученности (ГИ) — 111103009
- Код бассейна — 10.01.03.002
- Номер тома по ГИ — 11
- Выпуск по ГИ — 1